# Тернопольский замок
Тернопольский замок (укр. Тернопільський замок) — фортификационное сооружение, построенное в 1540—1548 годы в Тернополе, памятник архитектуры государственного значения

## История
Тернопольский замок — оборонное сооружение, возведенное к 1548 году в границах современного Тернополя. Основной целью строительства была защита южной границы Речи Посполитой от нападений крымскотатарских захватчиков.
Одновременно со строительством была произведена насыпь дамбы-моста на реке Серет, которая разлившись, образовала Тернопольский пруд. Замок с одной стороны был защищен рекой Рудкой, с другой стороны — большим прудом.

Тернопольский замок, 1879 год

В XVII веке крепостные укрепления являли собой прямоугольник, с одной стороны которого был глубокий ров и вал с дубовым частоколом, а из другого — искусственный пруд. Вокруг замка были сведены стены с угловыми башнями и одной, которая служила воротами. Через ров был переброшен подъёмный мост.
Замок неоднократно подвергался нападениям татар, первое из которых было отбито ещё во время возведения — в 1544 году.
Замок подвергался незначительным разрушениям в 1575, 1589, 1672 годах, а в 1675 году был сожжен во время осады, после чего достаточно долгое время простоял в руинах.
К началу XVIII века был восстановлен дворец и в дальнейшем использовался для различных мероприятий, в том числе — балов.
В XIX веке тогдашний владелец города Ф. Коритовский перестроил замок во дворец, снёс остатки фортификационных сооружений, обвёл его стеной из тесаных камней с воротами, украшенными пилонами с гербами. После перестройки замок приобрёл вид, типичный для здания периода русского классицизма.
В ходе первой мировой войны в 1917 году замок снова был сожжен, но уже отступающими русскими войсками. К 1931 году был восстановлен дворец, который после нескольких реконструкций пришёл к современному виду.

## Современное состояние
Сейчас от замка остался только дворец.
Замок является одним из символов города и изображен на новом гербе.